# Хейсен, Мартен
Мартинус (Мартен) Теодорус Хейсен (нидерл. Martinus Theodorus "Maarten" Heisen; род. 11 февраля 1984, Вурден, Южная Голландия) — нидерландский легкоатлет, специалист по бегу на короткие дистанции. Выступал за сборную Нидерландов по лёгкой атлетике в 2000-х годах, призёр первенств национального значения, участник летних Олимпийских игр в Пекине.

## Биография
Мартен Хейсен родился 11 февраля 1984 года в городе Вурден, Нидерланды. Заниматься лёгкой атлетикой начал в возрасте девяти лет, хотя первое время тренировался и выступал исключительно ради удовольствия. Спустя несколько лет понял, что обладает определённым талантом для выступления в спринтерских дисциплинах и стал серьёзно готовиться к соревнованиям. С 2001 года принимал участие в юниорских первенствах национального уровня.
Впервые заявил о себе на международном уровне в сезоне 2003 года, когда вошёл в состав нидерландской национальной сборной и выступил на юниорском европейском первенстве в Тампере — бежал 100 метров и эстафету 4 × 100 метров.
В 2004 году в беге на 60 метров занял восьмое место на Кубке Европы в помещении в Лейпциге. На домашних соревнованиях в Утрехте установил свой личный рекорд в беге на 200 метров — 21,36.
В 2008 году дисциплине 60 метров дошёл до полуфинала на чемпионате мира в помещении в Валенсии. На турнире в Бремене установил личный рекорд в дисциплине 100 метров — 10,48. Благодаря череде успешных выступлений удостоился права защищать честь страны на летних Олимпийских играх в Пекине — в программе эстафеты 4 × 100 метров вместе с соотечественниками Гюсом Хогмудом, Патриком ван Лёйком и Каймином Дугласом благополучно преодолел предварительный квалификационный этап, тогда как в решающем забеге их команда показала худшее время и была дисквалифицирована.
В 2009 году в качестве запасного бегуна Хейсен присутствовал в нидерландской эстафетной команде на чемпионате мира в Берлине, при этом выйти здесь на старт ему не довелось.
Завершил спортивную карьеру по окончании сезона 2014 года.